# Кларк, Джек (футболист)
Джек Рэ́ймонд Кларк (англ. Jack Raymond Clarke; род. 23 ноября 2000, Йорк) — английский футболист, полузащитник клуба «Ипсвич Таун».

## Карьера
Джек — уроженец старинного английского города Йорк. Является воспитанником клуба «Лидс». С подачи главного тренера Томаса Кристиансена, Джек появился в основной команде, хотя и не играл за неё, и подписал с ней контракт 24 ноября 2017 года, несмотря на интерес «Манчестер Сити».
6 октября 2018 года Джек дебютировал в профессиональном футболе в поединке Чемпионшипа против «Брентфорда», выйдя на поле на замену на 70-й минуте вместо Стюарта Далласа. Всего в дебютном сезоне провёл 22 встречи. Агентом футболиста выступал бывший защитник сборной Ирландии и «Лидс Юнайтед» Иан Харт.
9 февраля 2019 года в матче против «Мидлсбро» Кларк, заменённый после перерыва, потерял сознание на скамейке запасных и был немедленно отправлен в госпиталь, где наблюдался в течение суток.
2 июля 2019 года Джек подписал четырёхлетний контракт с одним из лидеров английского футбола — «Тоттенхемом». По разным сообщениям сумма сделки составила примерно 10 млн фунтов. В части сделки Кларк отправился доигрывать сезон обратно в «Лидс», однако провёл за него всего один матч. 27 декабря новый главный тренер «Хотспур» Жозе Моуриньо потребовал вернуть игрока из аренды, в которой он практически не играет. 16 января 2020 года Кларк был арендован «Куинз Парк Рейнджерс» сроком на полгода. Спустя два дня он дебютировал за новый клуб в поединке против клуба бывшего, выйдя на замену на 74-й минуте вместо Илиаса Чейра.
22 октября 2020 года дебютировал в «Тоттенхэме» в поединке групповой стадии Лиги Европы 2020/2021 против австрийского клуба ЛАСК, выйдя на замену на 86-й минуте вместо Карлоса Винисиуса.
14 января 2021 года до конца сезона был отдан в аренду в «Сток Сити».
26 января 2022 года до конца сезона был отдан в аренду в «Сандерленд».
Выступал за сборную Англии до 20 лет.

## Стиль игры
Универсальный вингер, способный сыграть на обоих флангах. Может выступить на позиции центрального нападающего. Активен в прессинге, обладает хорошей скоростью.